# تشارلز جي. كارني
تشارلز جي. كارني هو نقابي وسياسي أمريكي، ولد في 17 أبريل 1913 في يونغزتاون في الولايات المتحدة، وتوفي بنفس المكان في 7 أكتوبر 1987. نشط حزبياً في الحزب الديمقراطي. وقد انتخب عضو مجلس النواب الأمريكي ‏.